# Kamila Bendová
Kamila Bendová (* 12. října 1946 Brno) je česká matematička, aktivistka. Jejím mužem byl Václav Benda, poslanec, senátor a předseda Křesťansko-demokratické strany.
V průběhu 70. a 80. let 20. století se se svým mužem podílela na práci v Chartě 77, dále na práci ve Výboru na obranu nespravedlivě stíhaných, v Hnutí na občanskou společnost[zdroj⁠?!] a později i na práci v Křesťansko-demokratické straně. Účastnila se práce na Desetiletí Duchovní obnovy.

## Biografie
Jejím otcem byl právník Zdeněk Neubauer, profesor Ústavního práva a autor národního pojištění, její matkou byla Štěpánka Neubauerová, roz. Makowská, právnička. Jejím bratrem byl Zdeněk Neubauer, biolog a filozof.
V letech 1964–1969 vystudovala Matematicko-fyzikální fakultu Univerzity Karlovy, obor matematická analýza. Diplomovou práci napsala z teorie množin (vedoucí Petr Vopěnka). Titul doktor přírodních věd získala v roce 1972, kandidaturu podala v roce 1978 a obhájila v roce 1990. V letech 1969–1992 pracovala jako odborná asistentka v Matematickém ústavu Akademie věd České republiky, v letech 1992–2003 na katedře logiky na Filozofické fakultě Univerzity Karlovy, kde učila dějiny logiky a neklasické logiky, její disertační práce je o Kleeneho trojhodnotové logice. Kromě toho vyučovala i jiné obory základního kursu logiky, který také přednášela na jiných fakultách (pedagogické, přírodovědecké či na Policejní akademii). Zabývala se výukou logiky pro humanitní obory, získala granty, pořádala semináře Organon I. – IV. a napsala skripta Sylogistika.
Šest let organizovala filosofické (transdisciplinární) semináře na Filozofické fakultě Univerzity Karlovy, kde se setkávali studenti z různých škol s profesory, učiteli a mysliteli. Přes deset let pořádá doma setkání přátel, kde se diskutuje o různých etických problémech, uspořádala také setkání s osobnostmi protikomunistického disentu. Spolupracuje na historii disentu (články Ženy v Chartě, Charta 77 a křesťané). Deset let (2003–2013) pracovala jako inspektorka Úřadu pro ochranu osobních údajů.

## Rodina
Jejím manželem byl Václav Benda. V roce 2007 vyšel výbor ze vzájemných dopisů z prvního roku věznění Václava Bendy s názvem Dopisy přes mříže. Má šest dětí. Synové Marek Benda a Martin byli jedni z organizátorů demonstraci 17. listopadu 1989 a byli členy koordinační rady studentů. Marek, který vystudoval práva, je s krátkou pauzou od roku 1990 poslancem poslancem českého parlamentu. Martin Benda, Marta Bendová a Patrik Benda vystudovali Filozofickou fakultu Univerzity Karlovy, Filip Benda Teologickou fakultu Jihočeské univerzity, Markéta Bendová vystudovala Filozofickou fakultu Univerzity Karlovy a Katolickou teologickou fakultu Univerzity Karlovy.